# 魔神少女音楽外伝 ルディミカル♪ ノリノリズムにゃん!
『魔神少女音楽外伝 ルディミカル♪ ノリノリズムにゃん!』（まじんしょうじょおんがくがいでん ルディミカル ノリノリズムにゃん、英題：Dark Witch: Music Episode -Rudymical- Rhythm Fun Meow! ）は、フライハイワークスより2016年6月17日に発売されたiOS、Android用の音楽ゲーム。
リメイク版となる『ルディミカル♪ 魔神少女音楽外伝』（ルディミカル まじんしょうじょおんがくがいでん、英題：Dark Witch Music Episode: Rudymical ）はNintendo Switch版が2017年5月11日に、Steam版が2021年11月6日に発売された。

## 概要
『魔神少女』シリーズの第2作目『魔神少女 エピソード2 -願いへの代価-』に収録されているミニゲーム「ルディミカル」の内容を発展させたスピンオフ作品。原作の物語の流れに沿って相手キャラクターと音楽ゲーム形式の対戦を行う。ゲーム内の楽曲、グラフィック、音声は原作とほぼ同じものを用いている。本作の開発は、これまで手掛けてきた同人サークルのINSIDE SYSTEMのほか株式会社エスカドラも参加している。
iOS・Android版とNintendo Switch・Steam版は、基本的なゲームの流れは同様だが一部のシステムが異なる。

## システム
操作キャラクターは、原作で登場するジズー、ソラ、ルディの3人から選択できるが性能差は無い。このほか、プレイ前には難易度と対戦相手を選択する。
プレイ画面では、左側に操作キャラクターが、右側に相手キャラクターが位置し、上方にはそれぞれのライフゲージが表示されている。相手は、BGMのリズムに合わせて跳ねるバインバイン（球体）や炎を操作キャラクターへ向けて次々に放つ。タイミングを合わせてバインバインをスラッシュ（攻撃を当てて真っ二つにカット）すると相手のライフが減り、失敗すると自身のライフが減る。一方のライフが0になった時点でゲーム終了となる。
iOS・Android版では、画面の上半分をタッチするとジャンプし、下半分をタッチするとバインバインをスラッシュする。通常のバインバインは緑色だが時折現れるピンク色のものをスラッシュするとライフが回復する。
Nintendo Switch・Steam版では、赤、青、緑の3種のバインバインが登場し、それぞれコントローラーの右、上、左方向のボタンを押すことでスラッシュできる。ライフが回復するバインバインにはハートマークがついている。
スラッシュの成功時には、タイミングが良いほうからPERFECT、GREAT、GOODの評価が表示され、良さに応じた得点が加算される。また、コンボがつながる（連続でスラッシュに成功する）ことで得点が上乗せされていくが、敵の攻撃に当たるとコンボが途切れる。
終了後には、スコアの高さに応じて、S+、S、A、B、Cのランクが表示される。A以上のランクをとると、操作キャラクターやキャラクターの衣装を追加する際に必要となるアイテム「シェガー」が手に入る（初回達成時のみ）。
Nintendo Switch・Steam版では、2人プレイ用モードとして、2人対戦を行う「VS MODE」と2人で協力して相手キャラクターと対戦する「CO-OP MODE」がある。